# Die Rache (Alexander Serafimowitsch)
Die Rache (russisch Месть, Mest) ist eine Erzählung des russisch-sowjetischen Schriftstellers Alexander Serafimowitsch, die im Dezember 1897 in der regionalen Zeitung Prijasowski krai in Rostow am Don erschien.
Asowsches Meer – im Winter auf dem Eise der Taganroger Bucht in der Nähe von Berdjansk und Genitschesk: Zwei Fischer – der junge Nikita und sein um die fünfzig Jahre alter Vater – fahren in einer frostklaren Mondnacht mit dem Pferdeschlitten zu ihren Netzen. Letztere sind jeweils zwischen zwei benachbarten Eislöchern – eigenhändig gehackt – aufgespannt. Die Netze sind leer.
Der Beruf des Fischers ist im Winter besonders gefahrenvoll. Nikitas Vater hatte es früher einmal auf einer Eisscholle bis nach Kertsch getrieben. Dabei hatte er sich mehrere Erfrierungen zugezogen. Der Beruf ist nicht nur gefährlich. Zudem geht es ums Überleben. Damit ist außer dem beruflichen Überleben der Fortbestand der Fischerfamilie überhaupt gemeint. Da waren dem Fischer Petro Dranjko, Vater von sieben Kindern, bei strengem Frost die Netze unterm Eise angefroren. Petro Dranjko fehlten die Mittel für neue Netze. Er konnte nicht mehr fischen. Also holte er sich den Fang aus fremden Netzen. 
Nikita und sein Vater vermuten solchen Diebstahl, haben jedoch Petro Dranjko noch nie auf frischer Tat ertappen können. Bei der Kontrolle ihres letzten Netzes überraschen Vater und Sohn den eifrig stehlenden Fischdieb, überwältigen ihn und ziehen den Gefesselten an einer Leine unterm Eise von einem Loch zum benachbarten. Der Leichnam wird an einem Pfahl neben hartgefrorenen Fischen senkrecht aufgestellt. Andere Fischdiebe meiden den grausigen Ort beziehungsweise stehlen noch vorsichtiger als bisher.

## Deutschsprachige Ausgaben
Verwendete Ausgabe
- Die Rache. S. 18–38 in: Alexander Serafimowitsch: Auf den Flößen. Erzählungen. Übertragen von Friedrich Schwarz. 160 Seiten. Insel-Verlag, Leipzig 1969 (1. Aufl., Insel-Bücherei Nr. 911, Lizenzgeber: Aufbau Verlag Berlin)